# Jorge Alcocer Varela
Jorge Carlos Alcocer Varela (Ciudad de México, 8 de febrero de 1946) es un médico, investigador, académico, profesor y funcionario mexicano. Fue secretario de Salud de México durante el sexenio del presidente Andrés Manuel López Obrador entre 2018 y 2024.
Es tutor en la facultad de medicina de la Universidad Nacional Autónoma de México (UNAM). Trabaja en la investigación de la tolerancia inmunitaria y autoinmunidad, inmunopatogenia de las enfermedades difusas del tejido conjuntivo y ubicuitinas.

## Trayectoria
Realizó sus estudios en la Facultad de Medicina de la UNAM. Se especializó en medicina interna en el Instituto Nacional de Ciencias Médicas y Nutrición. En 1980 se especializó en inmunología en el ICRF Tumour Immunology de la University College de Londres. En 2007 obtuvo un doctorado en Ciencias Médicas por la UNAM. Actualmente es profesor y tutor del doctorado en Ciencias Médicas de la UNAM.
Fue el primer científico en demostrar que la Interleucina-2 no se sintetiza adecuadamente en el organismo de pacientes con lupus eritematoso sistémico. Ha contribuido a la identificación y caracterización de nuevos linajes celulares como los linfocitos T reguladores y las células dendríticas
Se desempeñó como Jefe de la Unidad de Propiedad Intelectual del Instituto Nacional de Ciencias Médicas y Nutrición Salvador Zubirán.
Desde 2018 hasta 2024 fue secretario de Salud de México.

## Premios y distinciones
- Premio Dr. Jorge Rosenkranz en 1984.
- Investigador emérito del Sistema Nacional de Investigadores, 2011.
- Premio Miguel Otero en 1995.
- Premio Nacional de Investigación Fundación Glaxo Wellcome en 1997.
- Reconocimiento por el artículo más citado en la última década en inmunología Thomson Reuters y CINVESTAV en 2009.
- Premio "Heberto Castillo" por el Instituto de Ciencia y Tecnología de la Ciudad de México en 2014.[6]
- Premio Nacional de Ciencias y Artes en el área de Ciencias Físico-Matemáticas y Naturales por el Gobierno Federal de México en 2015.